# 전원용
전원용(1936년 1월 13일 ~ 2003년 5월 26일)은 대한민국의 정치인이다. 제40·41대 의령군수를 역임했다.

## 학력
- 의령국민학교 (졸업)
- 마산중학교 (졸업)
- 마산고등학교 (졸업)
- 성균관대학교 (경제학과 / 학사)

## 역대 선거 결과
|  | 49.98% |

|  | 100.00% |